# Бочваров, Марин
Марин Бочваров (болг. Марин Бъчваров, родился 30 июня 1947 года) — болгарский хоккеист, игравший на позиции центрального нападающего. Выступал за софийские клубы ЦСКА и «Левски». В составе сборной Болгарии — участник Зимних Олимпийских игр 1976 года, провёл 5 матчей группового этапа и один квалификационный матч на Олимпиаде (все их Болгария проиграла). Единственную шайбу забросил в игре Чехословакии (1:14). Участник чемпионатов мира в группе B в 1970 и 1976 годах и в группе C в 1969, 1971, 1973, 1974, 1975, 1977, 1978 и 1982 годах.
Младший брат хоккеиста Илии Бочварова, нападающего, капитана сборной Болгарии на Олимпиаде 1976 года.